# Susie Q
Susie Q è una canzone composta da Dale Hawkins con il chitarrista James Burton, ma accreditata come coautori a Stan Lewis, il produttore della Jewl/Paula Records, e Eleanor Broadwater, la moglie del dj Gene Nobles, così da far loro ricevere le royalties della canzone.

## Storia
La canzone fu pubblicata originariamente dal cantante e chitarrista Dale Hawkins nel singolo Susie Q/Don't Treat Me This Way. Il disco raggiunse la posizione n. 27 nella U.S. pop chart nel 1957. 

## Cover
Il brano fu oggetto di diverse cover. I Rolling Stones realizzarono una loro versione nel loro album 12 x 5, pubblicato nel 1964 in America, e in The Rolling Stones No.2, pubblicato nel 1965 in Gran Bretagna.
I Creedence Clearwater Revival ne inserirono una versione nel loro omonimo album di debutto del 1968. Uscita come singolo su 7" divisa in due parti (lato A e lato B), fu una delle loro prime hit e l'unica Top 40 del gruppo non scritta da John Fogerty. John cantò la prima e la terza strofa, mentre il fratello Tom cantò la seconda. Il riff che John suona durante il secondo assolo è preso dalla canzone Smokestack Lightning di Howlin' Wolf. In seguito ne venne pubblicata la versione integrale su 12" e con retro il brano I Heard It Through the Grapevine Una straordinaria interpretazione fu quella suonata dal vivo da Johnny Winter nel concerto di Essen del 1969, trasmesso da Rockpalast

## Influenza culturale
- Il mangaka Hirohiko Araki ha dato il nome Susie Q ad un personaggio femminile della serie Le bizzarre avventure di JoJo, precisamente nella saga di Battle Tendency.
- il nome Suzie Q è stato anche attribuito al potente pugno destro del leggendario Rocky Marciano.